# Coracina dohertyi
El oruguero de Sunda (Coracina dohertyi) es una especie de ave en la familia Campephagidae.

## Distribución y hábitat
Es endémica de las islas menores de la Sonda de Indonesia. Sus hábitats naturales son los bosques bajos húmedos subtropicales o tropicales y los bosques montanos húmedos subtropicales o tropicales.